# Гебрієл Гарднер
Гебрієл Браян Гарднер (англ. Gabriel Bryan "Gabe" Gardner, 18 березня 1976) — американський волейболіст, олімпійський чемпіон.

## Виступи на Олімпіадах
| Олімпіада  | Дисципліна | Місце |
| ---------- | ---------- | ----- |
| Афіни 2004 | волейбол   | 4     |
| Пекін 2008 | волейбол   | 1     |